# Єзьоркі (Лещинський повіт)
Єзьоркі (пол. Jeziorki, нім. Deutsch Höhe) — село в Польщі, у гміні Осечна Лещинського повіту Великопольського воєводства.
Населення — 119 осіб (2011).
У 1975-1998 роках село належало до Лешненського воєводства.

## Демографія
Демографічна структура станом на 31 березня 2011 року:
|          | Загалом | Допрацездатний вік | Працездатний вік | Постпрацездатний вік |
| -------- | ------- | ------------------ | ---------------- | -------------------- |
| Чоловіки | 54      | 5                  | 46               | 3                    |
| Жінки    | 65      | 13                 | 44               | 8                    |
| Разом    | 119     | 18                 | 90               | 11                   |